# 精靈寶鑽爭戰史
《精靈寶鑽爭戰史》（Quenta Silmarillion）是《精靈寶鑽》的第三部分，也是其主要部分，包括二十多個章節。

## 《精靈寶鑽爭戰史》中章節
- 天地之初，萬物之始
- 奧力與雅凡娜
- 精靈的出現與囚禁米爾寇
- 庭葛與美麗安
- 艾爾達瑪與艾爾達的王子們
- 費諾與米爾寇獲釋
- 精靈寶鑽與諾多族的動亂
- 維林諾變為黑暗
- 諾多精靈的逃亡
- 辛達族精靈
- 日月的出現與維林諾的隱藏
- 人類
- 諾多族返回中土大陸
- 貝爾蘭及其疆域
- 諾多族在貝爾蘭
- 梅格林
- 人類來到西邊
- 貝爾蘭的毀滅與芬國昐的殞落
- 貝倫與露西安
- 第五戰役——尼南斯·阿農迪亞德
- 圖林·圖倫拔
- 多瑞亞斯的毀滅
- 圖爾與貢多林的陷落
- 埃蘭迪爾的遠航與憤怒之戰

## 內容
《精靈寶鑽爭戰史》由維拉創造世界開始（參見維拉本紀）。在維拉進入一亞以前，阿爾達是無生命和分明地理特點。阿爾達最初的形狀，由維拉打造，是一個對稱大陸並由兩盞擎天巨燈點燃來照耀大地:一盞名為伊露因 Illuin，安放在中土大陸北端，一盞名為歐爾莫 Ormal，安放在中土大陸南端。但是兩盞巨燈被米爾寇狠毒地毀壞了。阿爾達隨即陷入黑暗，兩盞巨燈倒下之時，其中的火焰席捲整個地球，阿爾達上下均稱的海洋和陸地全部毀於一旦。對故事最重要的兩大大陸被創造了:遠西部的阿門洲 Aman和東方的中土大陸，兩大大陸被貝烈蓋爾海 Belegaer Sea相隔。
在這以後，米爾寇避開憤怒的維拉，隱藏了自己。他築起一座極大的堡壘，名叫烏塔莫 Utumno。他用此拉攏了與自己相匹可怕的魔物，而大多數背叛的邁雅所轉換的形體以炎魔（巴龍格） Balrogs為主。而這些炎魔也成為米爾寇的最強大幹部和忠實的僕人與戰士。
由於維拉們在中土大陸的家奧瑪倫島 Almaren被毀，於是他們一舉西遷至阿門洲作新居住點。然後維拉開始再改造阿爾達，使它適合居住和為將來來臨之伊露維塔的孩子精靈做準備。然而他們无论到哪里，米爾寇就隨後而來破壞他們的成果。如此，整個阿爾達，在維拉的創造和米爾寇的破壞之下漸漸成形了。
然而主神為了中土大陸未來先發制人，而烏塔莫未能保護米爾寇。他在主神的攻打下被活捉，之後他被判刑，監禁了三百個雙聖樹年（大約9000年）。烏塔莫雖然被攻破，但內裡的邪惡未被消滅。 在米爾寇被俘虜之前，維拉狩獵之神歐羅米目擊了精靈的出現（伊露維塔首生的孩子）。歐羅米遇見了他們並邀請他們進入西方阿門洲，但是米爾寇設法及早捉到到一些精靈，扭曲他們成為醜陋種族半獸人 Orcs，成為米爾寇的追隨者和戰士。（這只是托爾金早期的設定，他隨後放棄了半獸人源自精靈這一說法。）
一些精靈拒絕前往西方。他們就是為人所知的阿維瑞（黑暗精靈） Avari。精靈此時分為三大種族，凡雅族 Vanyar、諾多族 Ñoldor和帖勒瑞族 Teleri，在維拉大海之神烏歐牟幫助下，凡雅族和諾多族先橫渡了貝烈蓋爾海進入阿門洲。第三個族群稱帖勒瑞族的，則徘徊在貝烈蓋爾海東岸和中土大陸西邊。雖然許多帖勒瑞族精靈在烏歐牟教導做船技術之下，最終橫渡了貝烈蓋爾海，但某一些帖勒瑞族精靈還是選擇留在中土大陸裡。這些精靈後來被命名為辛達族(灰精靈) Sindar。參見：辛達族精靈.
維拉在米爾寇監禁之前，創造了雙聖樹，名叫羅瑞林 Laurelin和泰爾佩瑞安 Telperion，雙聖樹的出現是時間之始。雙聖樹的光輝照耀阿爾達。
諾多族的費諾(Fëanor)王子打做了三顆精靈寶鑽(Silmarilli)，它們本身會發光，光芒源自雙聖樹。
米爾寇的囚禁在那時結束，他見到精靈的繁榮使的他的內心充滿忌妒與憤怒等邪惡。通過一系列毒計，他設法毀壞雙聖樹和竊取精靈寶鑽。然後他向東出逃，到達中土大陸，建立了自己的要塞安格班(Angband)。
諾多族大怒，因為米爾寇竊取精靈寶鑽同時也殺死了他們的君王。費諾將米爾寇易名魔苟斯(Morgoth，意即「世界的敌人」)，動員所有族人返回中土大陸。大多數的諾多族決定追隨費諾，同時他的七個兒子與他一起立下了“任何人都不應立下的誓言”，是要奪回精靈寶鑽，並將與任何持有寶鑽而不歸還給費諾家族的生物為敵。而要渡海追敵時，帖勒瑞族拒絕借船給諾多族，因此引發了第一場親族之戰。最終諾多族戰勝，奪船返回中土大陸。維拉冥王曼督斯在途中顯現向諾多族說出了他們的不義並降下維拉的詛咒（Doom of Mandos)，費諾卻嘲笑了維拉和他們的詛咒，驕傲地駛向中土。但是費諾的同父異母兄弟費納芬(Finarfin)在聽到曼督斯的詛咒後返回阿門洲請求維拉們的原諒，成為那些留在阿門洲的諾多的領導；但是他的兒女們都留了下來，追隨費諾到達中土。
由於阿爾達失去了光明之源，維拉大地女神雅凡娜(Yavanna)摘下羅瑞林的最後一個果實和泰爾佩瑞安的最後一朵花交給光明女神瓦爾達Varda，她把它們送上天空成為太陽和月亮，由邁雅火焰女神雅瑞恩和邁雅獵手提裡昂負責駕駛。從此太陽紀年代替了雙生樹紀年。魔苟斯派遣黑色的神明攻打太陽及月亮，皆被他們打敗。
諾多族到達了中土大陸西邊，著名的貝爾蘭(Beleriand)地區。他們採取了辛達林語(Sindarin)作為他們的日常用語，他們自己的昆雅語(Quenya)則成為皇室成員之間的交流語言，成為智慧的載體。
在諾多族來臨貝爾蘭三百年後，人類（伊露維塔次生的孩子）出現了。 魔苟斯找到了他們，並在他們心中埋下恐懼的陰影。此後一部分人類成為追隨魔苟斯，成為他的奴隸和戰士；另一部分則進入貝爾蘭，成為精靈的同盟。
諾多族到達貝爾蘭之後共與魔苟斯進行了四次大戰，分別是在日月升起來之前的最後一戰星光下的戰役(Dagor-nuin-Giliath)，導致安格班合圍的光榮戰役(Dagor Aglareb)，打破安格班合圍的瞬間烈焰之戰(Dagor Bragollach)和致使諾多族大敗的淚雨之戰(Nirnaeth Arnoediad)。其中，費諾兒子們為了奪回寶鑽又發動了兩次親族之戰，犯下無可赦免的罪行，也失去了寶鑽的擁有權。
最後，諾多族來臨貝爾蘭超過五個世紀以後，埃蘭迪爾(Eärendil)，一名精靈女子和一名人類的兒子，帶著一顆精靈寶鑽遠航至阿門洲，懇求維拉慈悲精靈和人類。
維拉原諒了受到重創的諾多精靈，諸神派出大軍攻打魔苟斯，發起貝爾蘭的最後一戰憤怒之戰(War of Wrath)。最終魔苟斯被捉，永遠逐出世界之外。然而在戰爭期間，貝爾蘭大陸下沉到了海底，中土大陸形成新海岸線。
一部分精靈回到了阿門洲，但也有很大一部分精靈因不舍他們曾經浴血奮戰的土地而留在了中土。 幫助精靈的人類部落由於不可進入阿門洲，維拉為他們做出一個新大陸，他們在島上建立努曼諾爾帝國(Numenor)。
埃蘭迪爾的精靈寶鑽成為了明亮的星辰。第二顆精靈寶鑽被費諾的次子梅格洛爾(Maglor)扔進了貝烈蓋爾海，第三顆與費諾的長子梅斯洛斯(Maedhros)一起葬身在地的裂縫裡。就這樣，精靈寶鑽找到了它們最後的歸宿:一顆在高天之上，一顆在深海之中，還有一顆在世界核心的火焰裡。